# Уасу
Уасу, васу (Waçu, Wassú, Wasu) — мёртвый неклассифицированный индейский язык, на котором раньше говорил народ уасу, который проживает в штате Алагоас в Бразилии. Этническое население насчитывает около 1500 человек. В настоящее время народ уасу говорит на португальском языке.